# 1023

## Nașteri
- Lý Thánh Tông, împărat vietnamez (d. 1072)

## Decese
- 26 septembrie: Godefroi al II-lea de Lotharingia Inferioară  (n. 965)